# Luhrbach (Speyerbach)
Der Luhrbach ist ein gut 2 km langer Bach im mittleren Pfälzerwald. Er ist ein linker und nördlicher Zufluss des Speyerbachs und fließt auf seiner gesamten Länge im Landkreis Bad Dürkheim.

## Name
Erstmals schriftlich erwähnt wurde der Bach im Jahr 977 oder 987 als larbach. Das Bestimmungswort stammt von mittelhochdeutsch lār(e) für ‚(bebuschte) Wiese, Weideland‘ ab.

## Verlauf
Der Luhrbach entspringt in einem nach Süden offenen Kerbtal in der Waldgemarkung der Stadt Deidesheim auf einer Höhe von 306 m ü. NHN. Die das Tal einschließenden Höhen erreichen um 500 m.
Der Bach sammelt im Bereich des Talschlusses das Wasser von fünf Quellen und führt es Richtung Süden. Nach knapp 1 km passiert das Gewässer den kleinen Deidesheimer Siedlungsplatz Forsthaus Luhrbach. Etwa 350 m unterhalb tritt er über die Stadtgrenze in den Siedlungsbereich der Stadt Lambrecht über. Nach weiterem Südlauf mündet er in der Stadtmitte unweit des Friedrich-Erbert-Platzes von links und Norden auf 165 m in den mittleren Speyerbach.
Der Luhrbach besitzt keine Zuflüsse. Sein gut 2 km langer Lauf endet ungefähr 141 Höhenmeter unterhalb seiner Quelle, er hat somit ein mittleres Sohlgefälle von etwa 69 ‰.

## Geschichte
Während der frühen Neuzeit sorgte die Nutzung des Luhrbachs zusammen mit dem benachbarten Abschnitt des Speyerbachs für Konflikte zwischen St. Lambrecht und Grevenhausen, die im 19. Jahrhundert zur heutigen Stadt Lambrecht zusammengelegt wurden. Die Bewohner von St. Lambrecht hatten dabei zeitweise den Luhrbach-Unterlauf zur Bewässerung ihrer Wiesen umgeleitet, was die Grevenhausener anschließend rückgängig machten. In der Folge kam es zur Zerstörung von Gärten.

## Verkehr und Tourismus
Die ausgebaute Östliche Luhrbachstraße begleitet den Luhrbach in nördlicher Richtung bis zum Ende des Lambrechter Wohngebiets. Ihre Fortsetzung ermöglicht in verengter Form auch das Erreichen des Wohnplatzes Forsthaus Luhrbach. Von dort aus führen Waldwege weiter aufwärts am Bach entlang.
Der Fernwanderweg Saar-Rhein-Main folgt teilweise dem Verlauf des Luhrbachs. Kurz vor seiner Mündung in den Speyerbach wird er außerdem vom Pfälzer Hüttensteig überquert.